# Страховий брокер
Страхові брокери — юридичні особи або громадяни, які зареєстровані у встановленому порядку як суб'єкти підприємницької діяльності, та здійснюють посередницьку діяльність на страховому ринку від свого імені на підставі доручень страхувальника або страховика.
Страхові брокери, як і страхові агенти, поділяються на кілька типів. Брокерами можуть бути як фізичні, так і юридичні особи у вигляді брокерської контори з найманим персоналом. Великі корпорації можуть мати свого так званого «кептивного брокера».
Основна відмінність між страховим брокером та агентом полягає в тому, що брокер діє в інтересах клієнта, а агент діє в інтересах конкретного страховика, представляючи його інтереси перед клієнтом.
Окрім підготовки самого договору страхування, страховий брокер супроводжує укладені ним договори, тобто у разі настання страхового випадку, страховий брокер має врегулювати його, відповідно до умов брокерської угоди зі страхувальником.

## Брокери Ллойда
Найвідоміші в усьому світі брокери, акредитовані розміщувати страхові ризики в Ллойді, — це так звані брокери Ллойда. Процедура розміщення ризиків у Ллойді не є унікальною, але вона найстаріша. У загальних рисах її можна уявити за такою схемою. Брокер готує сліп, який являє собою кілька аркушів паперу формату А4. На цьому сліпі він розміщує всю необхідну інформацію щодо конкретного страхування під такими рубриками:
- найменування Страхувальника/Перестрахувальника;
- предмет(інтерес) страхування/перестрахування;
- тип (наприклад, факультативне перестрахування);
- клас(страхові ризики);
- ліміт відповідальності (страхова сума/франшиза);
- дата та період;
- премія (ставка або сума);
- загальні умови та винятки;
- спеціальні умови (гарантії);
- брокераж;
- андеррайтингова інформація.

Щоб отримати ціну для конкретного ризику, який брокер бажає розмістити в Ллойді, він показує сліп та андеррайтингову інформацію так званому андеррайтеру-лідеру. Після докладного вивчення всієї інформації, що пов'язана з конкретним ризиком, призначається ціна. Якщо клієнт брокера погоджується на таку ціну, лідер формально приймає ризик і ставить свій штамп на сліпі та зазначає частку(відсоток) ризику, яку він бере на себе. Частина ризику, що залишилась, розміщується серед інших андеррайтерів.

## Діяльність брокера
Діяльність брокера тісно пов'язана з «життєвим циклом» страхового полісу
Безперечно, що перша стадія — це знайти клієнта. Кожний страховий брокер має свою власну стратегію пошуку клієнта.
Далі брокерові необхідно добре зрозуміти потреби клієнта з метою їх найкращого задоволення. Якщо страховий брокер не знає свого клієнта та його бізнесу, він не може ефективно виконувати свої зобов'язання щодо нього. Послуги, які брокер надає своєму клієнтові, можна об'єднати під назвою «найкраща порада». На цій стадії брокер відіграє роль консультанта з ризик-менеджменту і розробляє спеціальну програму з управління ризиком клієнта. Така програма може містити в собі самострахування, а також заходи щодо «поліпшення» ризику. До них можна віднести, наприклад, установлення додаткових пристроїв пожежогасіння або систем охорони.
Наступною стадією є пропонування брокером ризику на страховому ринку і початок переговорів про укладання договору страхування. Переговори проводяться згідно з правилом «попиту та пропозиції» і тривають до моменту, коли сторонами буде остаточно досягнуто умов договору. Такі переговори можуть мати навіть кілька раундів. Роль брокера полягає в тому, щоб під час проведення переговорів представляти інтереси клієнта та досягнути остаточної угоди. Коли ризик є повністю розміщеним, брокер надсилає формальне повідомлення як своєму клієнтові, так і андеррайтеру.
У разі можливості висунення вимоги страхового відшкодування страхувальник повідомляє про страховий випадок не лише страховика, а й брокера. Допомога клієнтові в підготовці необхідних документів для висунення вимоги є дуже важливою послугою брокера, а коли клієнт не обізнаний з тонкощами проведення формальних процедур — конче необхідною. Великі брокери мають вплив на ринку і можуть його використати, наприклад для здійснення задовільного страхового відшкодування.
Коли «життєвий цикл» страхового полісу наближається до кінця, страховий брокер звертається до свого клієнта з пропозицією поновити дію договору на новий термін, і цикл починається спочатку.
Страховий брокер має певну кількість клієнтів, яких він представляє на ринку. Брокер постійно вивчає ситуацію на ринку, де ставки і розміри страхового покриття коливаються, а з розвитком страхової індустрії з'являються нові страхові продукти. Окрім знань ринкової інформації, брокеру потрібні, наприклад, відомості про зміни в законодавстві, що можуть мати вплив на бізнес клієнта. Великі брокери витрачають значні кошти на дослідження та прогнози. Вони не чекають запитань від свого клієнта, а намагаються попередити їх. Персональна увага брокера не залишається непоміченою. Клієнт цілком довіряє йому, а в умовах конкуренції це вельми важливо.
Слід також зазначити, що брокер має усвідомлювати свою відповідальність перед ринком. Вона полягає в тому, щоб не знижувати ціни до неекономічного рівня. Фінансова стабільність страховиків важлива як для брокера, так і для його клієнта.

## Брокераж
Суттєвим моментом є визначення розміру комісійної винагороди, що її отримує брокер за свою роботу. Така винагорода іноді називається брокеражем і відраховується з премії, що належить страховій компанії, в якій брокер розмістив ризик клієнта. Розмір винагороди регулюється ринком.
У Нідерландах, наприклад, заборонено зменшувати розмір комісії (визначається у відсотках від премії або страхової суми) нижче рівня, який установлено шляхом консультацій між страховиками й асоціацією страхових брокерів. Страховикам не дозволяється також сплачувати посередникам винагороду в будь-якій іншій формі, а посередникам — отримувати будь-які винагороди від клієнта.

## Регулювання діяльності страхових брокерів
Діяльність страхових брокерів настільки складна та різноманітна, що в багатьох країнах світу до осіб, які мають намір здійснювати таку діяльність, ставляться досить жорсткі вимоги. У більшості країн законодавство, що регулює діяльність страхових посередників, передбачає порядок їх реєстрації, вимоги до рівня професійної підготовки та надання інформації, а також необхідність фінансових гарантій покриття відповідальності, що виникає при посередницькій діяльності.
У Рекомендаціях Європейської Комісії про страхових посередників від 18 грудня 1991 року передбачається обов'язкова реєстрація посередників у галузі страхування, яка має бути умовою допуску страхового посередника до діяльності та її провадження.
Реєстрація вирішує принаймні два завдання: по-перше, вона дозволяє контрольно-ревізійним службам і клієнтам перевірити ділові зв'язки посередників і, можливо, згрупувати їх за чіткими категоріями. По-друге, що ще важливіше, перевірити, наскільки посередник відповідає визначеним критеріям. Сам факт реєстрації посередника визначає наявність попереднього етапу отримування дозволу і попередню перевірку кваліфікації. Усе залежить від критеріїв, яким має відповідати страховий посередник, та від того, наскільки важко пройти реєстрацію. У цьому розумінні реєстрація, що здійснюється без висунення вимог до страхового посередника, — вельми небезпечна річ. Адже вона хоча й дозволяє вести статистичний облік, проте формує в клієнта хибне почуття захищеності: дає підстави вважати, що посередник володіє кваліфікацією, якої в нього фактично немає, оскільки реєстрація — суто формальний акт.
За визначенням Рекомендацій, професійна компетентність страхових посередників становить суттєвий елемент захисту страховиків та страхувальників, і тому необхідні заходи, спрямовані на отримання страховими посередниками загальних, комерційних та професійних навичок і знань. Зміст кваліфікаційних вимог у різних країнах неоднаковий. Міжнародне бюро страховиків та перестраховиків (об'єднання національних професійних асоціацій страхових посередників Європейського Союзу) у своїй резолюції від 7 жовтня 1992 року пропонує встановити програму навчання мінімальним обсягом 300 годин за період, що становить 18 місяців, з обов'язковим складанням іспитів після курсу навчання.